# Øystein Hjort
Øystein Hjort (15. august 1938 i Oslo – 8. november 2014) var en norskfødt dansk kunsthistoriker.
Hjort modtog Københavns Universitets guldmedalje for en prisopgave i 1964, blev mag.art. 1969 og dr.phil. 1991 på en disputats om mosaikkerne i San Clemente-kirken i Rom. Han var professor i kunsthistorie ved Københavns Universitet fra 1995 til 2005. Først i 2011 blev Slavko Kacunko udpeget som Hjorts efterfølger i professoratet.
Hjorts speciale var ikonologisk og stilhistorisk forskning inden for oldkristen og byzantinsk kunst, men han virkede også som kritiker og formidler inden for film, fotokunst og skandinavisk og amerikansk modernisme. Han var kunstkritiker ved Dagbladet Information 1966-78 og ved Politiken fra 1980. Fra 1973 til 2006 sad han i bestyrelsen for kunstmuseet Louisiana, og han havde også sæde i bestyrelsen for Astrup Fearnley Museet i Oslo. Hjort var også i en periode medlem af repræsentantskabet for Statens Kunstfond.
I 1993 modtog Hjort Klein-prisen. Han var fra 1995 til sin død medlem af Det Kongelige Danske Videnskabernes Selskab.